# BMW 1 Series Challenge
BMW Series 1 Challenge es un videojuego de carreras de BMW de 2004 desarrollado y publicado por elkware para teléfonos móviles con J2ME.

## Jugabilidad
En BMW Series 1 Challenge, con la licencia oficial de BMW, conduces autos deportivos BMW en 9 circuitos desde una perspectiva en primera persona. La selección de autos incluye 116i, 120i y 120d, pero el primero es el único disponible de inmediato. Tienes que completar las sesiones de entrenamiento (contrarreloj, con un coche fantasma de tu mejor momento) para desbloquearlas. También puede elegir un color para tu automóvil, pero solo lo notará como un punto de color en una línea vertical que muestra las posiciones de los automóviles durante las carreras, ya que no hay una vista externa disponible.
En el modo de competición principal tienes que vencer a los coches controlados por la IA para desbloquear nuevos circuitos. Ni un solo recorrido requiere que frene: vaya a toda velocidad con un poco de dirección. El principal desafío es evitar a tus oponentes que intentan bloquearte. El juego incorpora el control dinámico de estabilidad (DSC) de BMW. Cuando viaja demasiado rápido o cuando gira a alta velocidad, DSC interviene para restaurar el seguimiento y la tracción. Esto se muestra mediante un símbolo amarillo en la esquina inferior derecha. Las puntuaciones altas se pueden guardar en el teléfono o cargar en una lista de clasificación en el sitio de BMW.